# پیتر مندر
پیتر مندر (انگلیسی: Peter Mander; ۴ ژوئیهٔ ۱۹۲۸ – ۲۱ ژوئن ۱۹۹۸) قایقران قایق بادبانی اهل نیوزیلند بود.